# Karađorđev park
Karađorđev park, le parc de Karageorges (en serbe cyrillique : Карађорђев парк), est un parc public et un quartier de Belgrade, la capitale de la Serbie. Le parc lui-même est situé dans la municipalité de Vračar mais, depuis 1957, la partie la plus importante du quartier est située dans la municipalité de Savski venac. Depuis 1979, le Karađorđev park est inscrit sur la liste des sites historiques de grande importance et sur la liste des sites mémoriels de grande importance de la république de Serbie.

## Parc

### Localisation
Le Karađorđev park est situé sur la pente méridionale de la colline de Vračar ; du nord au sud, il s'étend du plateau de Vračar et de la Bibliothèque nationale de Serbie jusqu'à l'échangeur autoroutier d'Autokomanda. Il est bordé par le boulevard de la Libération à l'ouest et par la rue Nebojšina à l'est.

### Histoire
Le parc actuel est situé à l'emplacement d'un camp établi par l'armée serbe en 1806 lors du siège de Belgrade qui eut lieu au début du premier soulèvement serbe contre les Ottomans ; après la libération de la ville, des soldats morts au combat furent enterrés à cet endroit ; des cinquante tombes de l'époque, douze subsistent encore aujourd'hui. En 1848, le prince Alexandre Karađorđević, fils de Karagorges, le chef du premier soulèvement et le fondateur de la dynastie des Karađorđević, fit ériger un monument en l'honneur des combattants.
D'abord situé à l'extérieur du centre-ville de Belgrade, le parc fut agrandi en 1903-1904 et entouré d'une clôture. Après la Première Guerre mondiale, plusieurs monuments y furent érigés. Longtemps négligé, il a été rénové au début des années 2000 et des terrains de jeu pour les enfants y ont été installés.

### Monuments

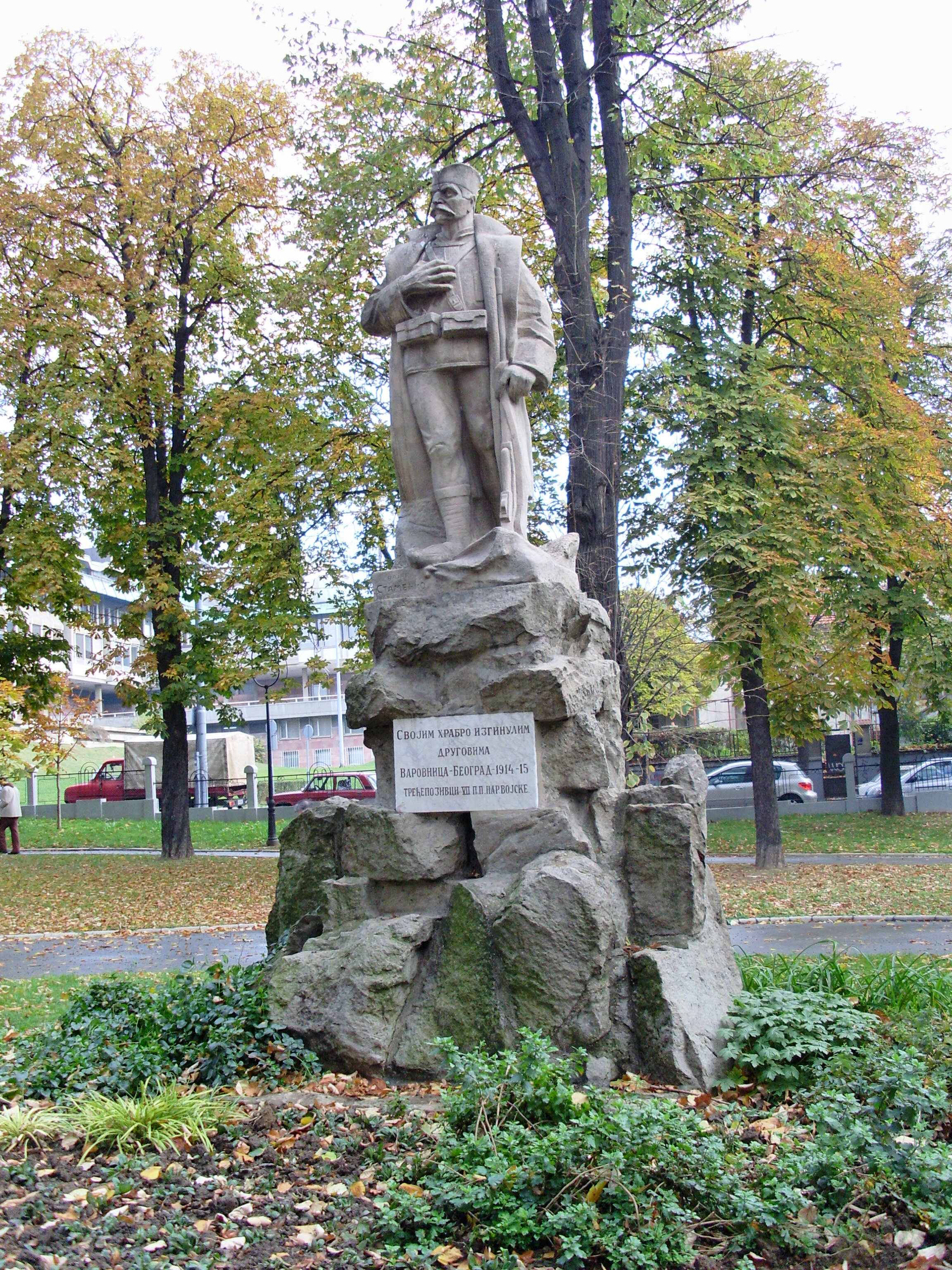
Le Monument des réservistes de troisième classe

Le Monument et cimetière des libérateurs de Belgrade en 1806 (en serbe : Споменик ослободиоцима Београда et Spomenik oslobodiocima Beograda), a été construit en 1848 ; il constitue le premier monument de Belgrade créé pour commémorer un événement historique et le premier monument public de la capitale serbe. Haut de 547 cm, il est constitué de pierres jaunes et recouvert de pierre artificielle. Commandité par le prince Aleksandre Karađorđević, il a été restauré par le roi Alexandre Ier Obrenović en 1889. Le Monument des réserviste de troisième classe (Споменик Трећепозиваца et Spomenik Trećepozivaca) est une œuvre de Stamenko Đurđević ; créée en 1923, elle est dédiée à des soldats morts au cours de la Première Guerre mondiale ; haut de 470 cm, le monument est constitué de pierre naturelle. Le monument en l'honneur d'Alphonse de Lamartine (Споменик Ламартину et Spomenik Lamartinu) a été réalisé en 1933 par le sculpteur slovène Lojze Dolinar ; il porte une inscription extraite du Voyage en Orient (1835) : « J'aimerais à combattre, avec ce peuple naissant, pour la liberté féconde » ; ce monument marque le point de départ de la rue Lamartinova.

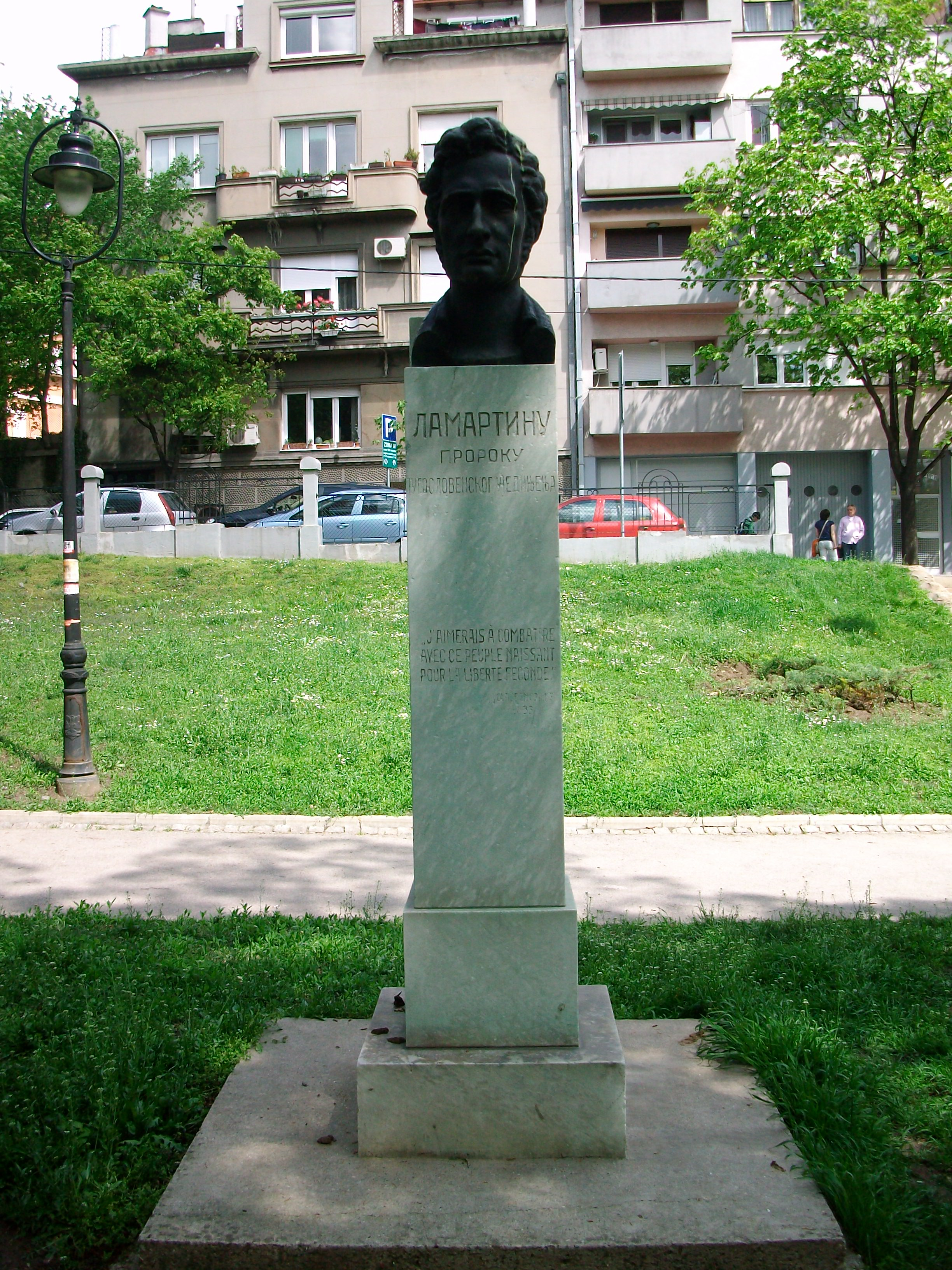
Le monument d'Alphonse de Lamartine

Le parc abrite encore un monument dédicacé aux Brigades internationales de la guerre d'Espagne et un mémorial de pierre dédié aux victimes tuées lors du bombardement de Belgrade par les nazis le 6 avril 1941.

## Quartier

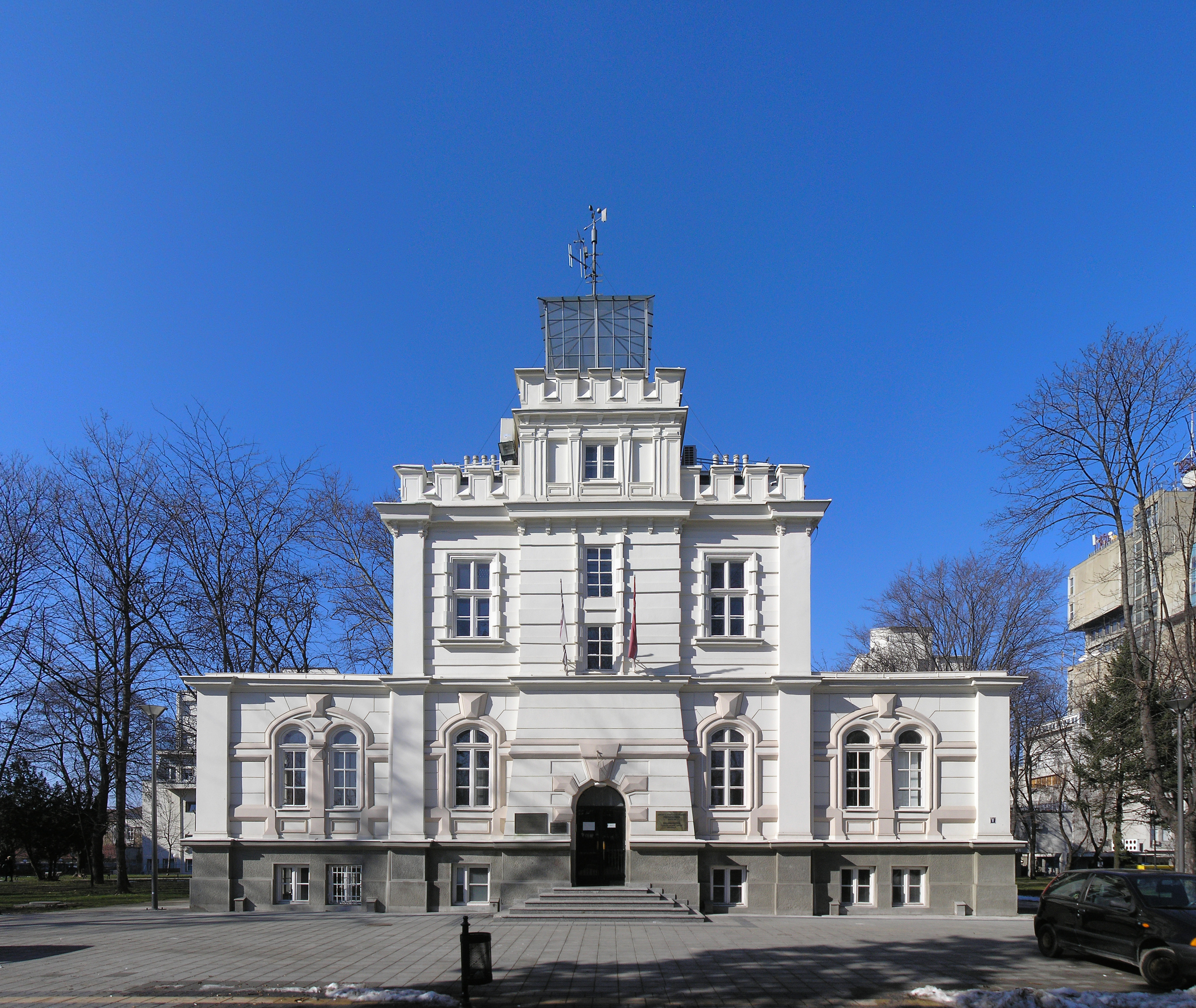
L'observatoire météorologique de Belgrade

Le quartier de Karađorđev park s'étend au-delà des limites du parc proprement dit. Il est entouré par les quartiers de Vračar au nord, Neimar à l'est et Autokomanda au sud ; l'expression de Karađorđev s'applique également au secteur situé à l'ouest et au nord-ouest du parc, situé dans les quartiers de Zapadni Vračar et Englezovac/Savinac ; ainsi, toute la zone située le long du Boulevard de la Libération, depuis Autokomanda jusqu'à la place de Slavija, est aujourd'hui connue sous le nom de Karađorđev park.
Le quartier abrite la faculté de médecine vétérinaire (en serbe : Fakultet veterinarske medicine) de l'université de Belgrade ; située au n° 18 du boulevard de la Libération, la faculté a été créée en 1936. On y trouve aussi de nombreuses cliniques, ainsi que l'hôpital universitaire pour les enfants (Univerzitetska dečja klinika), situé au n° 10 de la rue Tiršova et créé en 1924 à l'initiative du pédiatre viennois Franz Gröer.
L'Observatoire météorologique de Belgrade, 8 boulevard de la Libération, est également situé dans le quartier. Le bâtiment qui l'abrite a été construit en 1890 et 1891 par l'architecte Dimitrije T. Leko (1863-1914), d'après un projet du professeur Milan Nedeljković, son fondateur ; caractéristique du style néo-romantique, il est inscrit sur la liste des monuments culturels de grande importance de la république de Serbie.

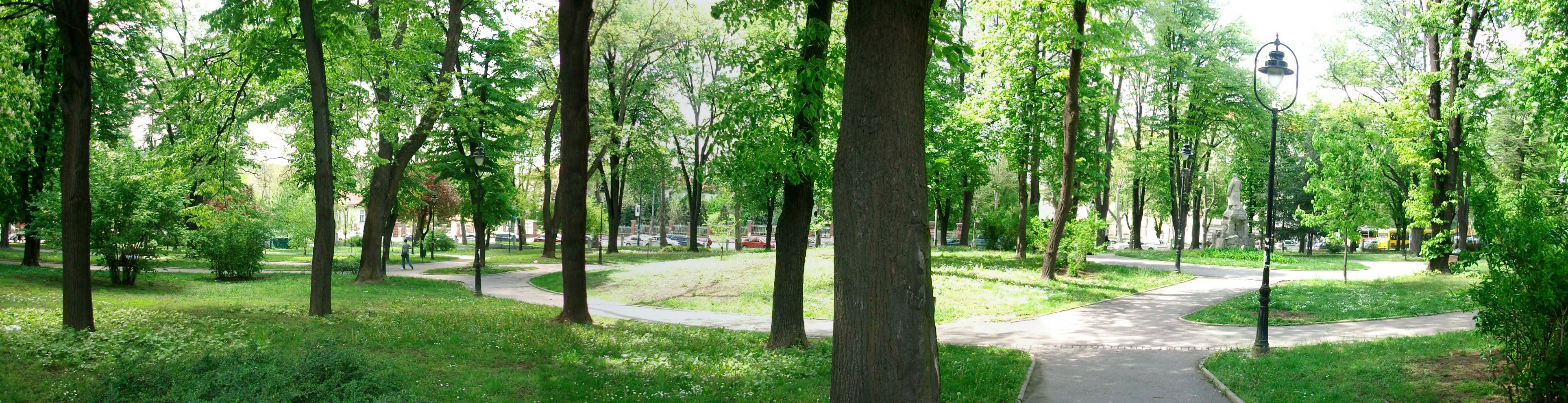
Le Karađorđev park

## Transports
Karađorđev park se caractérise par une circulation automobile dense, particulièrement dans le boulevard de la Libération qui constitue l'une des artères principales du centre de Belgrade.
Karađorđev park est une station du réseau Beovoz, le réseau régional de transport public de la capitale serbe ; elle est située à l'intersection des lignes 1 (Stara Pazova-Batajnica-Beograd Centar-Pančevo Vojlovica), 2 (Ripanj-Resnik-Rakovica-Pančevo Vojlovica) et 4 (Zemun-Beograd Centar-Rakovica-Valjevo) du métro de Belgrade.

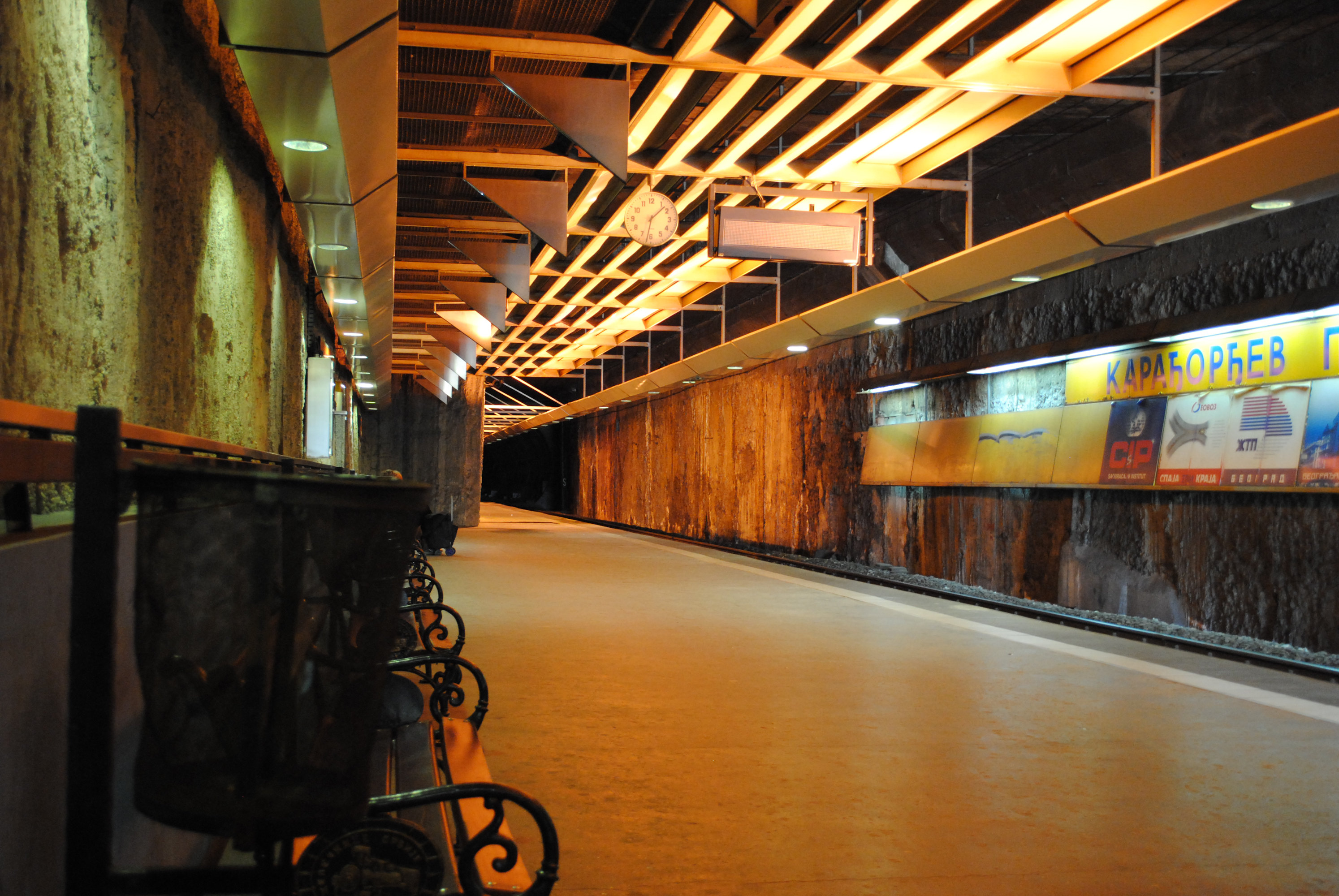
La station de métro de Karađorđev park